# 軸焼け

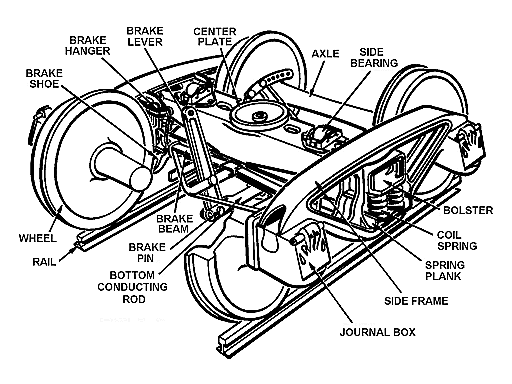
軸箱に平軸受を用いた台車の例

軸焼けは鉄道車両の台車の一部である軸受が異常に加熱した状態を指す。軸焼けは英語ではHot Boxと呼ばれ、この用語は20世紀中ごろまで台車の軸受に多用されていた平軸受を潤滑するための「軸箱」に由来する。軸箱の中には油をしみこませた布や綿が詰め込まれていた。油漏れなどのため油がなくなると軸受けは異常加熱し、早期に発見できなかった場合、その軸受けが取り付けられた車両や、周囲に連結された車両の火災を引き起こす。
平軸受を安定して使用するためには頻繁な点検、定期的な検査と、主要駅での給脂が必要である。平軸受は交換可能だが、寿命を超えて使用すると摩擦を低減するために平軸受の表面に貼られたバビットメタルが加熱して溶け出し、軸と平軸受の金属部分が直接接することになる。この状態で使用を続けると車両の挙動が不安定となり、列車脱線事故を引き起こす。鉄道職員は列車が通過する際に発煙、火花、発火などの異常がないか確認することになっていた。英語圏では列車状態を確認した後、異常がなければ「All Black」（火花や火が見えていない「暗い」状態を指す）と伝達し、加熱、発火、煙などの異常がある場合は「Red」と他の鉄道職員や列車乗務員に連絡、列車を停止させて損傷の拡大を防いだ。
平軸受が使用されている車両では、軸焼けによる異臭がディーゼルエンジンの排気臭と似ていることから、臭いが感知された場合はその発生源を特定する必要があった。アメリカの主要鉄道では故障検知装置を設けて軸焼けなどを検出するようになっており、一部の故障検知装置には故障情報を列車乗務員に自動的に送信する機能がある。近年の玉軸受やテーパーローラーベアリングなどでも同様に加熱の問題は発生しうるが、平軸受に比べて発生頻度ははるかに低い。これらの軸受が破損する場合、ボール、ローラ、またはレースと呼ばれる軸受けの外枠が破損、熱を発生させ、周囲に可燃物がある場合は発火に至る。

## 関連画像

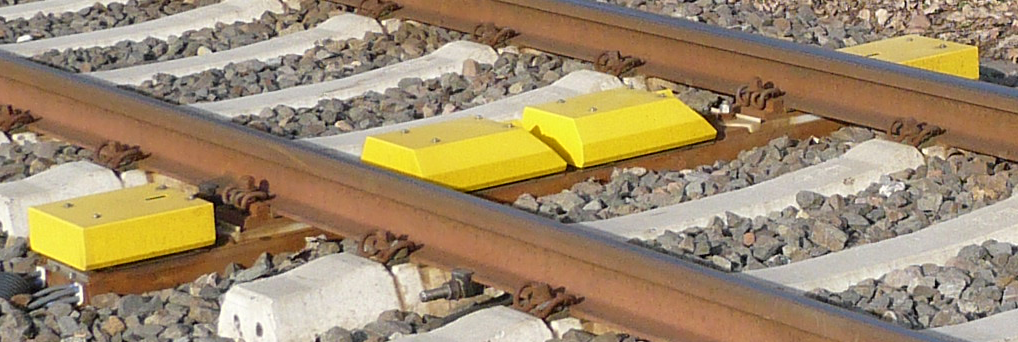
ドイツ製の軸焼け検知装置の例
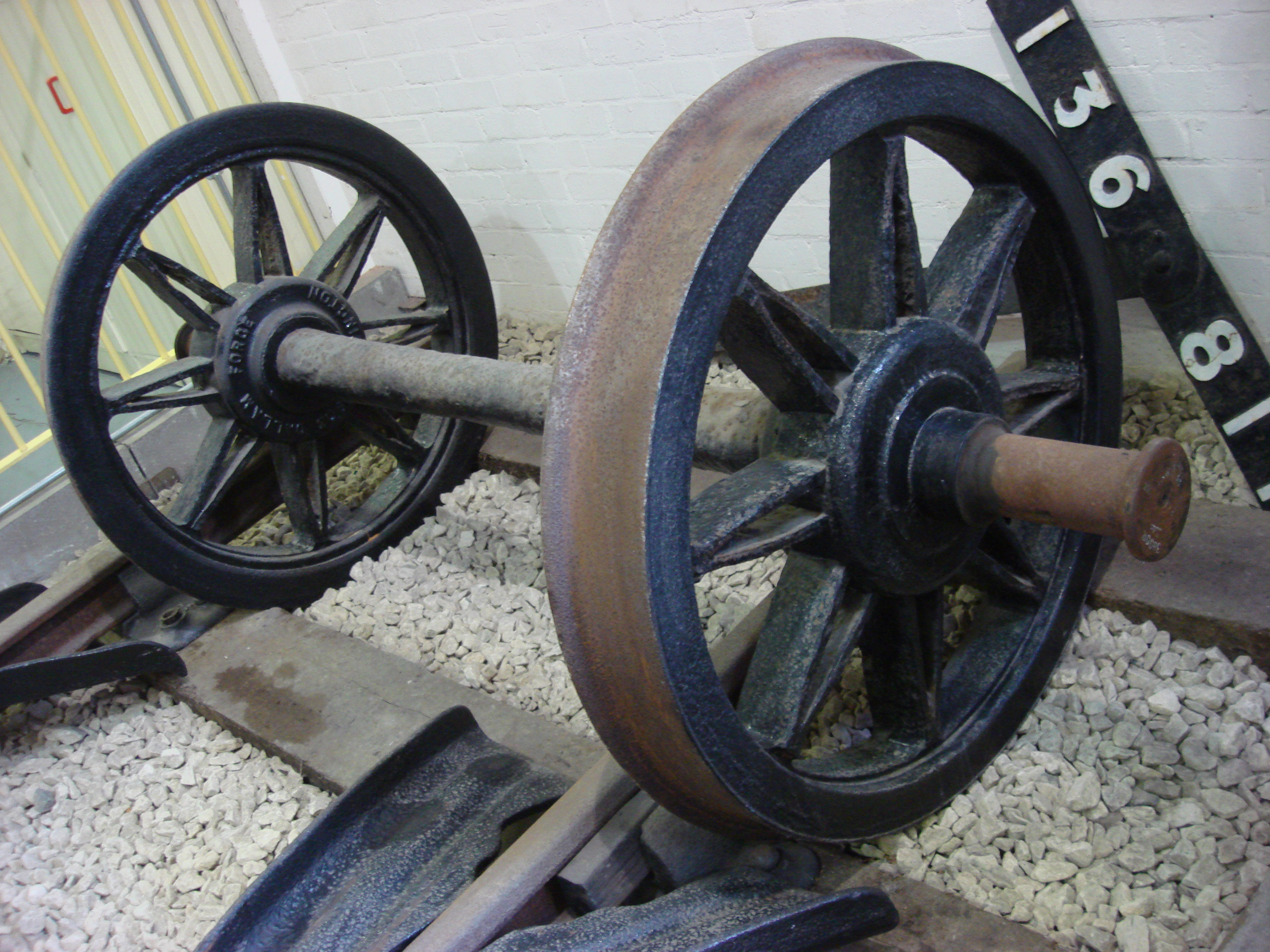
平軸受を使用していた車軸の例
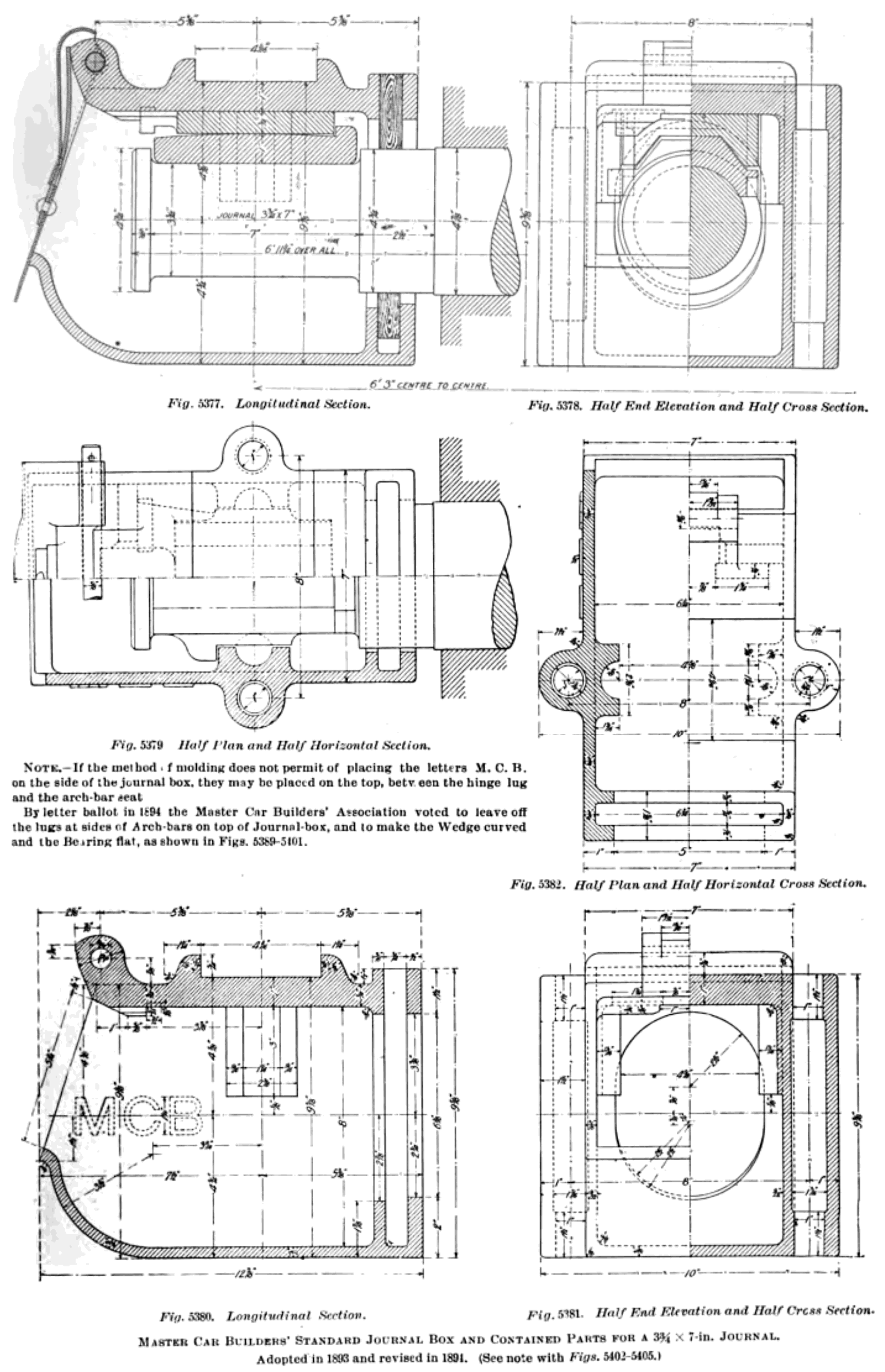
平軸受